# اردیکان
روستای اردیکان در کوه هزار قرار دارد.
کوه هزار با ارتفاع 4501 متر در استان کرمان واقع شده و  مرتفعترین قله جنوب کشور است.